# Oberea circumscutellaris
Oberea circumscutellaris là một loài bọ cánh cứng trong họ Cerambycidae.